# 香港大主教

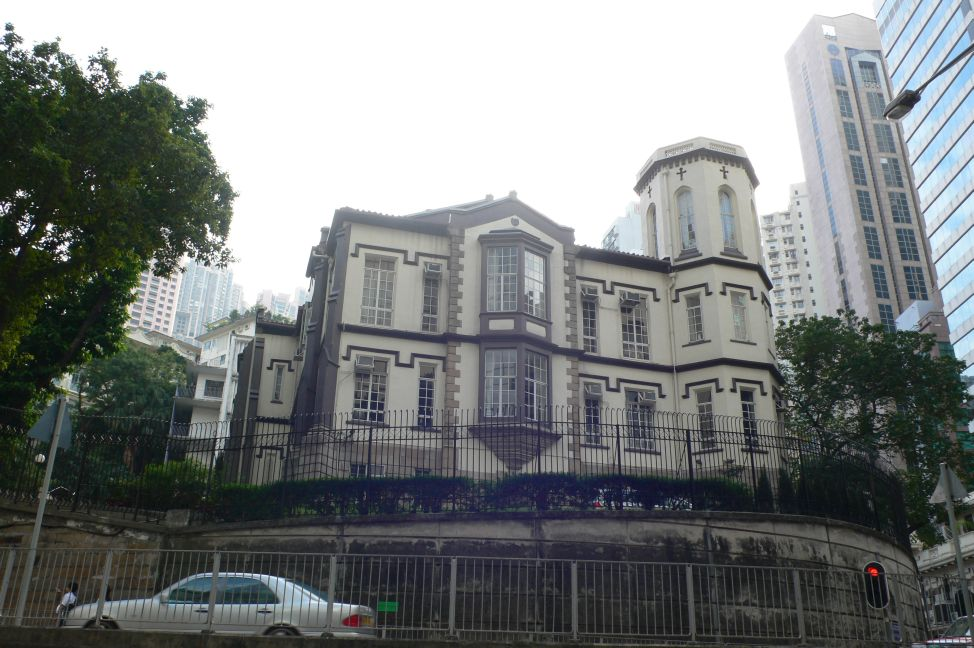
大主教辦事處和住宅會督府

香港聖公會教省大主教（英語：Archbishop of Hong Kong，即「香港大主教」）是資深主教、香港聖公會教省精神及道德領袖。大主教也是香港教省主教長（或稱「香港聖公會主教長」），由香港島教區、東九龍教區和西九龍教區三個教區的主教中選出。教省大主教要由主教經總議會全院聯合會議選出。值得注意的是，聖公會香港主教在1997年7月1日前的香港排名表中，與天主教香港教區主教共同名列第五（第四名是駐港英軍司令，第六名是財政司），在回歸後（香港特別行政區排名表）大主教為宗教領袖行列，排名降至第11。
目前香港大主教是陳謳明和他的主教座位於諸聖座堂。會督府是大主教的辦事處和住宅。

## 職能和職責
大主教主持教省總議會會議。作為教省首牧，他負責：
- 在教會或總議會的名義發言；
- 領導啟動和發展教會的政策和方針，包括整個教會總議會的決議的執行情況；
- 代表教省與普世聖公宗及其他教會關係，作教省的代表與其他主教長溝通；
- 正式當選時任命教區主教的按立和派立，不時調任其他主教為新教區主教；
- 召集和主持總議會、主教院及常備委員會；
- 來訪每個教區、傳道教區和傳道地區和主教們磋商牧養；
- 講道；及
- 慶祝聖禮。

## 任期
2016年第七屆總議會之前，按照香港聖公會《教省憲章》第十一章第八段規定，大主教任期為6年一任，連選得連任；至於教省規例三則訂明，大主教由選舉團選舉產生，選舉團則分別由教省內在職之主教（主教院）、各教區或傳道地區聖品議員（聖品院）和各教區或傳道地區平信徒議員（平信徒院）組成；大主教選舉分別在選舉團內之主教院、聖品院和平信徒院分院舉行，得票最多並獲選舉團三院各超過半數贊成票的候選人，即當選為大主教。
第七屆總議會通過修訂《教省憲章》，大主教在就職後將任職並履行與大主教席位有關的職務及責任，直至他年屆七十（70）歲（退休年齡）該年之年終，或自行辭職，或未能履行職務，或被罷免為止；以上日期以較早者為準。而退休之大主教應一直留任大主教之職，直至候任大主教完滿就職為止。

## 大主教列表
自1998年香港聖公會成立以來，香港大主教是香港及澳門聖公會主教長：
- 1998年至2007年：鄺廣傑 （第一個6年任期1998年至2003年 及 第二任期由2004年至2007年榮休）
- 2008年至2020年：鄺保羅 （第一個6年任期2008年至2013年 及 第二個任期由2014年至2020年榮休）
- 2021年至今：陳謳明（於2020年10月18日總議會特別會議中選出，2021年1月3日就職。）

## 外部連結
- 香港聖公會 （页面存档备份，存于）